# Йона Київський
Преподобний Йона Київський, в схимі Петро (в миру Іван Павлович Мірошниченко 1802, посад Крюків, нині його територія у складі правобережної частини міста Кременчука, Полтавська область — † 1902, Київ) — православний святий, чудотворець Київський. За життя дуже шанувався як старець. Засновник Свято-Троїце Іонинського монастиря в Києві, де зберігаються його мощі.

## Життєпис
Народився 1802 року в сім'ї Павла і Пелагеї Мірошниченко і отримав ім'я Іван. Батьки Івана походили з міщан посаду Крюків Кременчуцького повіту. Нині його територія у складі правобережної частини міста Кременчука. Сім'я Мірошниченко жила в бідності, і батьки Івана не могли дати йому доброї освіти. Єдиним, чому він навчився, було читання. Від природи був обдарований високими і багатими розумовими даруваннями і твердою пам'яттю. З дитинства він любив читання книг, особливо релігійно-повчальних, і читав дуже багато. Будучи з малих літ вельми побожним, Іван Мірошниченко дуже часто відвідував монастирі і спочатку поселився як послушник у преподобного Серафима Саровського. Послушник Іван прожив на послушанні у великого старця вісім років. Згодом, преподобний Серафим благословив Івана йти в Брянську Білоберезьку пустинь, куди, за волею старця, він поступив послушником 1836 року.
1843 року, Іван Мірошниченко прийняв чернецтво з іменем Йони та 1845 року був рукоположений в сан ієродиякона. 1851 року отця Йону зустрів Київський митрополит святитель Філарет, по його волі і бажанні в серпні того ж року ієродиякон Йона був переведений у Київський Миколаївський монастир. Потім 1858 року він був рукоположений в сан ієромонаха, і через два роки, 1860 року, переведений в число братії Києво-Видубицького монастиря, розташованого на одній з вельми мальовничих окраїн Києва, на так званому Звіринці. Він поселився на Звіринецькій горі (на місці майбутнього Свято-Троїце Іонинського монастиря), побудувавши собі келію та невеличку церкву в ім'я Пресвятої Трійці та взяв під своє духовне окормлення ченців Іларіона та Гавриїла. Вже в цей час ієромонах Йона виділявся своєю духовною досвідченістю і благочестивим життям, і багато киян шукали нагоди отримати пораду і настанову в отця Йони, бути його духовними чадами.
Після оселення на Звіринецькій горі монахам два рази являлася Божа Матір з настановою створити монастир. Так, 1 березня 1861 року, вийшовши на ґанок своєї келії в монастирі, отець Йона побачив на горі сяйво і пожежу. У страху він побіг рятувати своїх монахів. Але підійшовши, помітив, що полум'я, яке охопило братський курінь, не завдавало їм ніякої шкоди. Келія стояла неушкодженою, а поруч в стовпі вогню він побачив Божу Матір з сонмом святих. Вона торкнулася його голови і сповістила, що прийшла відвідати це місце, Сином Її спрадавна обране. «Моя благодать пребудет тут в повіки. Невідступно відвідуватиму місце це, і багато хто тут врятується. Багато хто прийде в обитель цю, ти їх усіх приими, нікого не зневажаючи — усі чада Божі». Після цих слів Вона відступила і стала невидимою, а на снігу залишилися сліди Її пречистих стоп. 9 березня 1862 року місце над видубицьким урочищем знову осяялося вогнем. Старець поспішав з Видубицького монастиря рятувати своїх монахів від пожежі. І знову побачив варту в стовпі неопалимого вогню Матір Божу з сонмом святих. Закликаючи отця Йону до слухняності волі Божої з облаштування тут монастиря, Мати Божа сказала, що він — лише «граблі, сокира, обрані Господом знаряддя чудових і святих справ». Отець Йона був дуже приголомшений цією подією. Після влаштування монастиря 1910 року на цьому місці була побудована церква, зруйнована 1934 року, а 1996 року новими насельниками був встановлений пам'ятний хрест.
Від цього часу старець Йона турбується про створення майбутнього Свято-Троїце Іонинського монастиря. Спочатку він влаштував скит при Видубицькому монастирі та збудував двоповерховий дерев'яний будинок, в якому була церква на честь Живоначальної Трійці. Княгиня Катерина Васильчикова, дружина генерал-губернатора Києва і духовна дочка старця Йони, подарувала монастирю свою дачу 10 тисяч рублів на його облаштування. Але, проти утворення монастиря різко стали його противники. Тому, княгині, з підтримки старця, довелося просити про створення нової обителі імператора Олександра II, який, після дива з врятуванням від замаху на нього, дав згоду на створення монастиря. 6 квітня 1866 року було отримано офіційну телеграму від царя про установу нового монастиря (отець Йона призначався його настоятелем).
З цього часу преподобний Йона докладав багато зусиль на розбудову нової обителі. 1871 року було завершено будівництво Свято-Троїцького кам'яного храму з двома прибудовами. 28 листопада митрополит київський Арсеній (Москвін) освятив престол південного приділу в ім'я ікони Божої Матері «Троеручиця», яку отець Йона дуже шанував і цей образ зберігався у нього в келії, а потім був поміщений в Троїцькому храмі монастиря за правим кліросом. Дана ікона стала чудотворною ще коли перебувала у святого Іони. Пізніше отець Йона доклав зусиль для побудови кам'яної дзвіниці, але весною 1897 року сильно захворів. Він і наближені до нього вже вважали, що старець помре. Та знову стається дивовижний випадок, який так описав святий Йона: «Коли мені належало відійти в нескінченне життя, а було це 1897 року, у квітні, під 23 число, вночі, о 4-ій годині, Господові угодно було явити мені нову милість. Я лежав на ліжку в темряві. І ось, у келії моїй став хтось світлий, ясний, підійшов до мене дуже близько, благословив мене хресним знаменням і сказав: „Господь дарує тобі здоров'я, допомогу, покров і Свою Божественну благодать, щоб ти послужив Йому в Церкві Його святій. Ось хрест, який ти спорудив і абсолютно довершив його. А ось інший хрест, початий тобою, ти тільки приступив до його споруди і тобі треба в трудах доробити і закінчити його так же ретельно, як і перший. Коли ти закінчиш другий хрест, Господь покличе тебе до Себе. Встань, послужи і попрацюй Йому“». Після одужання старець, зібравши 100 тис. рублів, довершує будівництво величезного кам'яного корпусу. Також, він збирає ще 200 тисяч рублів на кам'яну дзвіницю і отримує від імператора Миколи II затвердження її проекту (дзвіниця за масштабами повинна була перевершити Велику дзвіницю Києво-Печерської лаври).
За настоятельства отця Йони у цей період також були побудовані просфорня, майстерні для виготовлення свічок, іконописна, палітурна, столярна, кравецька, швацько-шорна, ковальсько-бондарська та слюсарна майстерня. Тому, діти зі школи-притулку крім загальної освіти навчалися у даних майстернях і відповідним професіям. Багато киян працювало у монастирі, який поступово ставав дуже видним не тільки у Києві та мав на початку XX-го століття 8 тисяч десятин землі у Київській і Полтавській губерніях. Водночас старець Йона відрізнявся особливою ощадливістю і простотою в образі життя. У трапезній за столами часто сиділи бідняки та богомольці, для яких були побудовані два странноприімних корпуса. У середині 1860-х років Катерина Васильчикова віддала монастирю у користування свій київський маєток на Сирці, тому за благословінням преподобного Йони там спорудили Знаменський храм і влаштували жіночий скит, в якому трудилися численні духовні чада старця.
У цей же час у монастирі розквітає духовне життя. Преподобний Йона взяв на себе подвиг старчества і вів мудре керівництво великою кількістю монахів та мирян, будучи великим молитвенником. Він став дуже відомим у всій РПЦ (щорічно в обитель, яку люди називали «монастир отця Іони», приходило близько 500 тисяч паломників). До келії старця приходили з бідою, а йшли із втіхою. Люди складали легенди про силу його молитов (хоча він і приховував свої добрі справи). Його головним завданням було спасіння душ іноків та богомольців, тому монастир дуже славився. 1872 року отця Йону возвели до сану ігумена, а 17 січня 1886 року згідно з наказом Священного Синоду у сан архімандрита. Офіційним намісником монастиря старець був до 1889 року. Крім цього, у другій половині XIX-го століття (з 1886 року як намісник) він керував відродженням Свято-Преображенського Межигірського монастиря, який з настоятельством старця став процвітати.
З тим, здоров'я столітнього старця Йони ставало все слабкіше. 15 грудня 1901 року його пособорували. З цього дня аж до смерті він приймав у себе в келії богомольців, а 6 січня 1902 року став прощатися з братією. В ніч з 8 на 9 січня тихо, мирно, в оточенні своїх духовних чад і учнів він закінчив своє земне життя. Прощання братії і богомольців зі старцем відбулося 12 січня. Не зважаючи на відлигу до обителі безперервною чередою потягнулися численні його шанувальники.

## Мощі та прославлення святого
У жовтні 1966 року за розпорядженням влади, коли відновились гоніння на Церкву і було вирішено перебудувати Троїцький храм на музей ботаніки, склепи отця Йони і єпископа Віталія зруйнували, а останки ексгумували. Над мощами вчинили наругу: через погану охорону невідомі злочинці відсікли від тіла святого голову та руку.
Щоб уберегти мощі від дальшої наруги та знищення, один із ченців Києво-Печерської Лаври ієромонах Ігор написав заяву до органів влади, де назвав себе племінником отця Йони й попросив дозволу перепоховати тіло. Після отримання такого дозволу монахи перепоховали останки угодника на Звіринецькому кладовищі, в одній могилі з єпископом Віталієм, причому відрубану руку о. Йони все-таки було віднайдено, а голову — ні (за чутками, згодом череп Йони студенти-художники використовували для навчальних етюдів). При цьому виявилось, що тіло його, яке 64 роки пролежало в землі, збереглося нетлінним, навіть шкіра залишилася світлою і м'якою.
Місце для поховання на Звіринецькому кладовищі, о. Ігор був придбав для себе (мав останню стадію онкологічного захворювання, лікарі давали йому лише кілька місяців життя), проте вирішив поступитися ним заради поховання двох отців Церкви. Після цього о. Ігор прожив ще понад 40 років, помер наприкінці 2000-х років.
На Звіринецькому кладовищі мощі прп. Йони перебували 27 років. 4 жовтня 1993 року, напередодні дня тезоіменитства преподобного — пророка Йони, з благословіння митрополита Київського и всієї України Володимира (Сабодана) святі та нетлінні мощі преподобного Йони були перенесені вже в новому дубовому гробі зі Звіринецького кладовища у Свято-Троїцький храм на місце свого початкового перебування — у склепі. А кипарисова труна, в якій було поховано старця і яку він зробив для себе ще за життя, стоїть на особливому місці в храмі. Нині в ній зберігаються його постригальний хрест, параман та облачення. Після цього, почали з'являтися випадки чудес від преподобного Йони. Наприклад, одне з них трапилося відразу після обрітення його мощей. Вночі одній благочестивій жінці, яка сильно обпекла кислотою руки, у сні з'явився святий Йона і повелів зібрати тріски від його труни на новій могилі, щоб по них не топталися. Жінка, відчуваючи сильний біль акуратно прибрала місце, де тепер покоївся преподобний, а тріски від труни принесла до монастиря. Наступного дня здивована жінка прийшла до настоятеля і показала повністю зцілені кисті рук зі здоровим рожевим кольором шкіри. Таких випадків було багато і віряни дуже шанували старця Йону Київського, тому 22 листопада 1995 року рішенням Синоду УПЦ МП його причислили до лику святих.
Священний синод Православної церкви України 14 липня 2024 ухвалив рішення внести до церковного календаря загальношанованих свят ПЦУ ім’я преподобного Іони Київського, день пам’яті встановити в день його блаженної кончини 9 січня.